# Олійник Юрій Михайлович
Ю́рій Миха́йлович Олі́йник (15 листопада 1974 — 10 листопада 2018) — старшина Збройних сил України, учасник російсько-української війни.

## Життєпис
Народився 1974 року у селі Іванівка (Кобеляцький район, Полтавська область). З 2006-го мешкав у місті Київ (Святошинський район, на вулиці Туполєва). Походить з багатодітної родини, ріс із трьома братами, батько рано помер. Закінчив Кобеляцьке ПТУ — за фахом тракториста-машиніста. Працював у Києво-Святошинському дорожньо-експлуатаційному управлінні трактористом; захоплювався полюванням.
У 2014—2015 роках служив за мобілізацією (доброволець третьої хвилі, мобілізований 4 вересня 2014), 12-й батальйон «Київ», спочатку служив у 2-й роті, потім був командиром відділення 4-ї роти. Згодом підписав контракт; старшина, снайпер 4-го мехбатальйону 72-ї бригади.
10 листопада 2018 року загинув під час рекогностування місцевості та проведення інженерної розвідки між спостережними постами на Світлодарському напрямі — поблизу смт Луганське, внаслідок спрацювання встановленого ворогом радіокерованого фугасу (за 700 метрів від позицій українських захисників). Загинули двоє військовослужбовців — Юрій Олійник та старший сержант Роман Селіхов, ще двоє зазнали поранень.
14 листопада 2018-го похований в Іванівці.
Був розлучений, без Юрія лишилося двоє дітей — син 1996 р. н. і донька 1998 р. н., та двоє братів, один з яких — також учасник бойових дій.

## Нагороди та вшанування
- указом Президента України № 26/2019 від 31 січня 2019 року «за особисту мужність і самовіддані дії, виявлені у захисті державного суверенітету та територіальної цілісності України, зразкового виконання військового обов'язку» — нагороджений орденом «За мужність» III ступеня (посмертно)[3]
- 11 лютого 2019 його ім'я внесене посмертно до Книги Пошани Полтавської облради.